# Linia kolejowa Chlumec nad Cidlinou – Trutnov
Linia kolejowa Chlumec nad Cidlinou – Trutnov – jednotorowa, niezelektryfikowana linia kolejowa w Czechach. Łączy Chlumec nad Cidlinou i Trutnov. Przebiega przez dwa kraje: hradecki i liberecki.